# Glenea homonospila
Glenea homonospila là một loài bọ cánh cứng trong họ Cerambycidae.